# 马来西亚印裔团结党
马来西亚印裔团结党（简称：印团党、MIUP）是马来西亚一个代表印裔权益的政党。该党成立于2007年9月14日，由纳拉卡鲁班创立。纳拉卡鲁班因为2007年依约州议席补选候选人问题与安华·依布拉欣决裂，决定退出人民公正党，另立印团党。
该党寻求加入国民阵线，但因为国大党反对，至今仍未被接纳。该党被形容为“国阵之友”。